# Elo Havetta
Elo Havetta (13. června 1938 Veľké Vozokany – 3. února 1975 Bratislava) byl slovenský režisér a čelný představitel čs. nové vlny na Slovensku. Byl také aranžér, fotograf a grafik.

## Životopis
Narodil se jako Eliáš Havetta, všichni v jeho okolí ho zvali Elem, proto více používal toto jméno. V 50. letech studoval fotografii na Škole umeleckého priemyslu v Bratislavě. Zde se také setkal s vrstevníkem Jurajem Jakubiskem. Oba se dostali na FAMU. Studoval u Karla Kachyni. Na studiích se setkal s dalším slovenským režisérem a představitelem nové vlny Dušanem Hanákem a mezi jeho spolužáky také patřil Lubor Dohnal, se kterým spolupracoval.
Mezi jeho studentské snímky patří například krátké Svatá Jana, Předpověď: nula nebo dokumentární 34 dní absolutního klidu. Spolurežíroval televizní film Ivana Baladi Dáma. K absolventské Předpovědi: nula nikdy nedodal teoretickou část a školu nedokončil. Vrátil se na Slovensko a pracoval v ateliérech na Kolibě.
O jeho všestranné nadanosti svědčí i to, že fotografoval pro diapolyekran na Expo 67 v Montrealu. Jeho první dlouhometrážní film byla Slávnosť v botanickej záhrade z roku 1969, ovšem potom začal postupovat normalizační proces, který znamenal omezení tematických okruhů: Havetta připravoval řadu projektů, například film na námět Olbrachtovy povídky O smutných očích Hany Kardžičové, který mu nebylo umožněno dokončit. Nakonec se mu podařilo v roce 1972 dokončit svůj druhý a poslední celovečerní film Ľalie poľné. Druhý, stejně jako první, byl kladně ceněn odbornou kritikou, nicméně na Slovensku byl okamžitě zakázán, stejný osud potkal vzápětí i jeho první film a Havettovi bylo znemožněno dále točit.
Poté pracoval pro magazín Lastovička nebo na magazínu pro začínající filmaře Ráčte vstúpiť. Zároveň ovšem se pro něho stávalo těžší čelit zákazům a starosti začal řešit konzumací alkoholu a prášků. Zemřel na vnitřní krvácení z prasklého žaludečního vředu v roce 1975 ve svých třiceti šesti letech.
Jeho tvorba byla znovu objevena po pádu komunismu v Československu. Získal několik filmových ocenění in memoriam, vyšla o něm monografie (1990) a v roce 2005 o něm byl natočen dokument Slávnosť osamelej palmy.

## Filmografie
- 1963 – Svatá Jana
- 1965 – 34 dnů absolutního klidu
- 1966 – Předpověď: nula
- 1969 – Slávnosť v botanickej záhrade
- 1972 – Ľalie poľné